# Znikające stado
Znikające stado – powieść autorstwa polskiego pisarza Wiesława Wernica z 1982 roku. 
Książka opowiada o przygodach trapera Karola Gordona. Doktor Jan, przyjaciel głównego bohatera, wyrusza wraz z nim do Kanady, aby pomóc w rozwikłaniu zagadki kradzieży bydła. Ślady prowadzą do właściciela sąsiedniej farmy, który chce doprowadzić Jonathana Caldwella do bankructwa i sprzedaży ziemi. 